# رالف آبراهام
رالف لی آبراهام جونیور (متولد ۱۶ سپتامبر ۱۹۵۴) دامپزشک، پزشک و سیاستمدار آمریکایی است که از سال ۲۰۱۵ تا ۲۰۲۱ به عنوان نماینده ایالات متحده برای حوزه انتخابیه پنجم لوئیزیانا  خدمت کرده است. او یکی از اعضای حزب جمهوری‌خواه و بومی و ساکن آلتو، لوئیزیانا است.
آبراهام در سال ۲۰۱۹ برای فرمانداری لوئیزیانا نامزد شد، اما نتوانست به دور دوم راه یابد. در ۲۶ فوریه ۲۰۲۰، او اعلام کرد که برای انتخاب مجدد به کنگره در سال ۲۰۲۰ نامزد نخواهد شد.